# Arteria profunda del brazo
La arteria profunda del brazo es una arteria que se origina en la arteria braquial a nivel del borde inferior del músculo redondo mayor.

## Ramas y anastomosis
Según la clasificación de la Terminología Anatómica de 1997, la arteria braquial profunda emite las siguientes ramas:
- A12.2.09.021 Arterias nutricias del húmero (arteriae nutriciae humeri; arteriae nutrientes humeri).
- A12.2.09.022 Rama deltoidea de la arteria profunda del brazo (ramus deltoideus arteria profundae brachii).
- A12.2.09.023 Arteria colateral media (arteria collateralis media).
- A12.2.09.024 Arteria colateral radial (arteria collateralis radialis).

Según el Diccionario enciclopédico ilustrado de medicina Dorland, 27ª edición, la arteria braquial profunda emite las siguientes ramas:
Ramas colaterales:
- Ramas para las tres porciones del músculo tríceps braquial.

Ramas terminales:
- Ramos anteriores y posterior.

Proporciona ramas para el músculo deltoides (el cual, no obstante, está irrigado principalmente por la arteria circunfleja humeral posterior) y para los músculos entre los que se encuentra; emite una ocasional arteria nutricia que entra en el húmero por detrás de la tuberosidad del deltoides.
Una rama asciende entre las largas cabezas laterales del tríceps braquial para anastomosarse con la arteria circunfleja humeral posterior; la arteria colateral medial, otra rama, desciende por la cabeza medial del tríceps y contribuye a la formación de la anastomosis que existe sobre el olécranon; y, por último, la arteria colateral radial discurre por detrás del tabique intermuscular lateral del brazo hacia el dorso del epicóndilo lateral del húmero, donde se anastomosa con la arteria recurrente interósea y la arteria colateral ulnar inferior.

## Trayecto
Sigue de cerca al nervio radial, discurriendo al principio hacia atrás entre las cabezas medial y lateral del tríceps braquial, y luego a lo largo del surco para el nervio radial (el surco radial), donde la cubre la cabeza lateral del tríceps braquial, hasta la cara lateral del brazo; allí perfora el tabique intermuscular lateral del brazo, y, descendiendo entre el músculo braquiorradial y el braquial, llega hasta la cara frontal del epicóndilo lateral del húmero. Termina anastomosándose con la arteria recurrente radial.

## Distribución
Se distribuye hacia los músculos vecinos, el periostio y el hueso.

## Imágenes adicionales
|                   |
| Arteria braquial. |

|                                          |
| Arterias del dorso del antebrazo y mano. |